# Catherine Dadiani
La princesse Catherine Dadiani (en géorgien : ეკატერინე დადიანი, née Chavchavadze le 19 mars 1816 à Tiflis, morte le 13 août 1882 à Gori) est une personnalité importante de l'aristocratie géorgienne du XIXe siècle et la dernière princesse régnante de Mingrélie, à l'ouest de la Géorgie. Elle a tenu un rôle important dans la résistance à l'influence ottomane.

## Famille et mariage

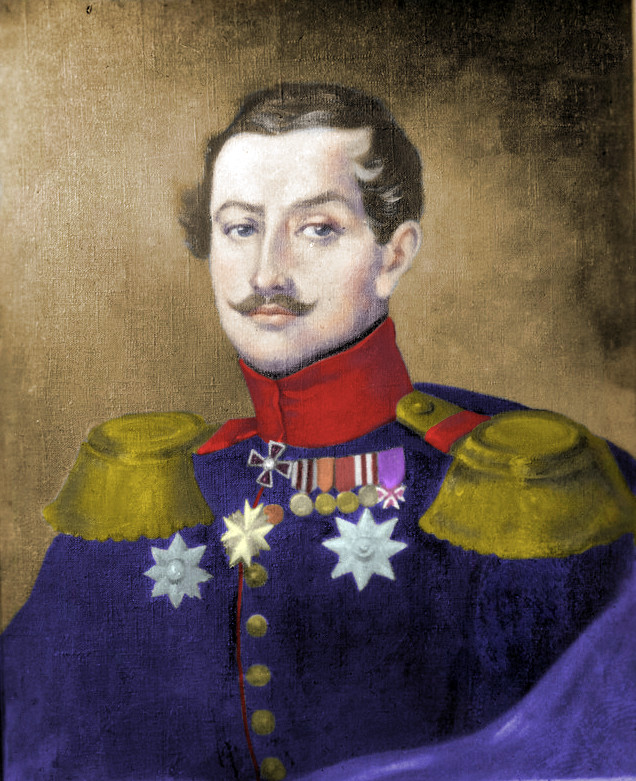
Le père de Catherine, Alexandre Chavchavadze

Elle naît dans une famille distinguée de Géorgie orientale. Son père, le prince Alexandre Chavchavadze, est un général géorgien de renom, filleul de Catherine II de Russie. Sa mère, la princesse Salomé Orbeliani, est l'arrière petite-fille d'Héraclius II de Géorgie. Sa sœur aînée, la princesse Nino, était mariée à Alexandre Griboïedov, compositeur, écrivain et diplomate russe. Sa sœur cadette, la princesse Sophie était mariée au baron Alexandre Nikolaï, ministre de l'éducation de l'Empire russe.

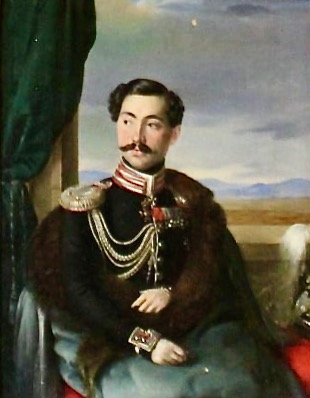
Prince David

Le 19 décembre 1838, Catherine épousa le prince héréditaire de Mingrélie, (mtavari) David Dadiani, qui succéda deux ans plus tard à son père Léon V,. En 1853 David meurt, et Catherine assume la régence. Elle est reconnue comme régente pour son fils le prince Niko par le tsar Nicolas Ier qui lui assigne un conseil de régence composé des frères de son époux défunt, les princes Grégoire et Constantin.

## Pendant la guerre de Crimée
Pendant la guerre de Crimée, les Turcs envoient une force considérable en Mingrélie : ils occupent une majorité du territoire et obligent Catherine à fuir. Le général turc, Omer Pacha, la somme de se rendre et de faire abdiquer son fils en faveur de l'Empire ottoman. Refusant même de lui répondre, elle assume le contrôle des forces mingréliennes, et organise une contre-attaque qui inflige aux Turcs des pertes non négligeables.

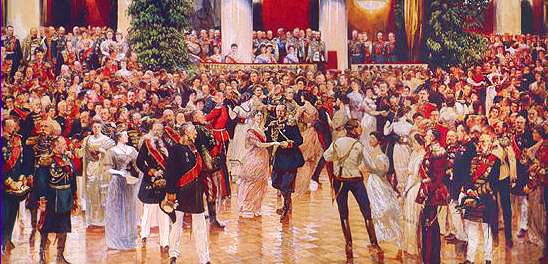
Catherine au bal du couronnement dans le palais d'Hiver

La guerre se termine bientôt par le traité de Paris (1856) ; la princesse Dadiani retrouve sa place de régente, et est invitée au couronnement de l’empereur Alexandre II de Russie. Elle assiste à la cérémonie avec ses enfants et sa sœur Nino. Le mémorialiste russe Kornilov Alexandrovitch Borozdine fait mention de la beauté de Catherine, qu'il appelle la "reine de Mingrélie".

## La rébellion de la Mingrélie et l'appui russe

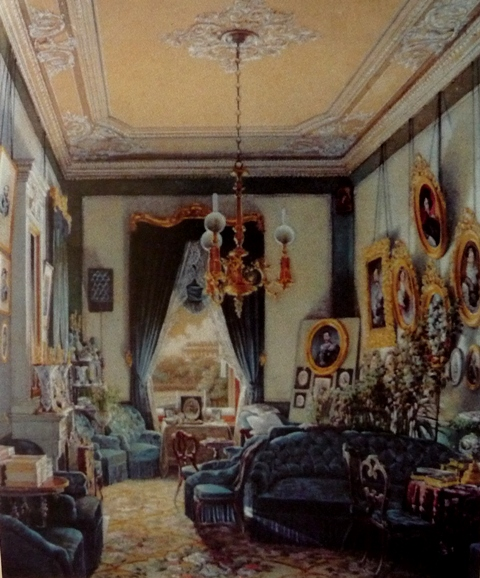
Le salon de la princesse Catherine à Tsarskoe Selo

En 1856 Catherine confie la régence de Mingrélie au général George Dadiani et vient habiter Tsarskoe Selo, la résidence de la famille impériale russe, où elle devient l'une des dames de la cour. En 1857 elle est obligée de revenir en Géorgie à cause d'une révolte paysanne menée par un forgeron mingrélien, Uta Miqava. Le 12 mai, les rebelles prennent le contrôle de la capitale Zougdidi, ce qui pousse la princesse Dadiani à appeler la Russie à l'aide. Comme la Russie avait déjà annexé la Géorgie orientale, ils intervinrent sans peine en Mingrélie, réduisirent la révolte, et invitèrent Catherine à Saint-Pétersbourg pour faciliter l'éducation de ses enfants. Son départ et l'établissement d'une autorité militaire "temporaire" sur la Mingrélie marquent la fin de la principauté.

## Dernières années
Après son installation en Russie, Catherine tient salon à Tsarskoe Selo, et l'intelligentsia géorgienne et russe s'y presse. Au bout d'une dizaine d'années, elle vient à Paris où sa fille la princesse Salomé avait épousé le Prince Achille Murat (1868). Elle revient finir ses jours en Géorgie occidentale, désormais officiellement annexée à l'Empire russe. Elle y meurt et est enterrée dans le monastère orthodoxe de Martvili.

## Descendance
| Image | Nom                  | Naissance       | Décès           | Notes      |
| ----- | -------------------- | --------------- | --------------- | ---------- |
|       | Nicolas de Mingrélie | 4 janvier 1847  | 22 janvier 1903 | fils aîné  |
|       | Princesse Salomé     | 12 janvier 1848 | 27 juillet 1913 | fille      |
|       | Prince Andria (en)   | 1850            | 1910            | fils cadet |

Catherine a également donné naissance à quatre enfants morts dans l'enfance: Marie (1840–1842), Nina (1841–1848), Levan (1842–1844) et Tamar (1853–1859).

## Sources
- (en) Cet article est partiellement ou en totalité issu de l’article de Wikipédia en anglais intitulé « Catherine Dadiani, Princess of Megrelia » (voir la liste des auteurs).